# برايان بليك
برايان بليك (بالإنجليزية: Brian Blake)‏ هو سياسي أمريكي، ولد في 26 أغسطس 1960 في بولمان في الولايات المتحدة. حزبياً، نشط في الحزب الديمقراطي. وقد انتخب عضو مجلس نواب واشنطن.